# Placówka Straży Granicznej w Kuźnicy
Placówka Straży Granicznej w Kuźnicy imienia 2. Pułku Strzelców Podhalańskich – graniczna jednostka organizacyjna Straży Granicznej realizująca zadania w ochronie granicy państwowej z Republiką Białorusi.

## Formowanie i zmiany organizacyjne
Placówka Straży Granicznej w Kuźnicy (PSG w Kuźnicy) z siedzibą w Kuźnicy, na terenie drogowego przejścia granicznego Kuźnica Białostocka-Bruzgi, została powołana 24 sierpnia 2005 roku Ustawą z 22 kwietnia 2005 roku O zmianie ustawy o Straży Granicznej..., w strukturach Podlaskiego Oddziału Straży Granicznej z przemianowania dotychczas funkcjonującej granicznej placówki kontrolnej Straży Granicznej w Kuźnicy (GPK SG w Kuźnicy) .
W placówce służy 400 funkcjonariuszy SG, prowadzących kontrole ruchu granicznego i ochranę tzw. „zielonej granicy”.

## Ochrona granicy
Placówka Straży Granicznej w Kuźnicy ochrania odcinek granicy państwowej z Republiką Białorusi o długości 18,110 km. Do ochrony powierzonego odcinka placówka wykorzystuje wieżę obserwacyjną w miejscowości Nowodziel z lokalnym ośrodkiem nadzoru w placówce SG w Kuźnicy.

### Terytorialny zasięg działania
Stan z 2 grudnia 2016
Obszar działania Placówki Straży Granicznej w Kuźnicy obejmował:
- Od znaku granicznego nr 576 do znaku gran. nr 541.
- Linia rozgraniczenia:

1. z placówką Straży Granicznej w Nowym Dworze: włączony znak graniczny nr 576, dalej Wołyńce, Kuścińce, Zajzdra, dalej granicą gmin Sidra oraz Kuźnica i Sokółka.
2. z placówką Straży Granicznej w Szudziałowie: wyłączony znak graniczny nr 541, dalej granicą gmin Sokółka oraz Szudziałowo.

- Poza strefą nadgraniczną obejmował z powiatu sokólskiego gmina: Janów, Korycin, z powiatu białostockiego gmina Czarna Białostocka.
- W zakresie odprawy granicznej na lotniskach: województwo podlaskie – powiaty: białostocki, bielski, hajnowski, moniecki, siemiatycki, sokólski, wysokomazowiecki, zambrowski, Białystok.

Stan z 1 sierpnia 2011
Obszar działania obejmował:
- Od znaku granicznego nr 1659 do znaku granicznego nr 1660.
- Linia rozgraniczenia:

1. z placówką Straży Granicznej w Nowym Dworze: włącznie znak graniczny nr 1695, dalej Wołyńce, Kuścińce, Zajzdra, dalej granicą gmin Sidra oraz Kuźnica i Sokółka.
2. z placówką Straży Granicznej w Szudziałowie: wyłącznie znak graniczny nr 1660, dalej granicą gmin Sokółka oraz Szudziałowo.

- Poza strefą nadgraniczną obejmował z powiatu sokólskiego gmina: Janów, Korycin, z powiatu białostockiego gmina Czarna Białostocka.

### Przejścia graniczne
- Kuźnica Białostocka-Bruzgi (drogowe)
- Kuźnica Białostocka-Grodno (kolejowe).

### Wydarzenia
- 2006 – październik, w ramach Misji Ewaluacyjnej Schengen pod przewodnictwem Arto Niemenkari z Finlandii, 15 unijnych ekspertów odwiedziło placówkę SG w Kuźnicy, gdzie oceniali stan przygotowania POSG do ochrony przyszłej granicy zewnętrznej Unii Europejskiej[2] .
- 2018 – 16 kwietnia funkcjonariusze PSG w Kuźnicy na przejściu granicznym Kuźnica Białostocka-Bruzgi udaremnili próbę przemytu na Wschód 114 kg haszyszu, o czarnorynkowej wartości blisko 5,7 mln zł. Narkotyki były ukryte w skrytkach osobowego auta, którego kierowcą był obywatel Rosji[5].

- 8 października 2018 placówka otrzymała imię  2 Pułku Strzelców Podhalańskich, którego znakiem rozpoznawczym były orle pióra przy czapkach strzelców, stosowane się od czasu bitwy pod Kuźnicą. Data - 23 września 1920 była także świętem pułkowym jednostki[6]. Uroczystości nadania imienia odbyły się na placu przed budynkiem głównym placówki na terenie drogowego przejścia granicznego w Kuźnicy. Odsłonięto również tablicę pamiątkową z nazwą placówki[3][7].

### Placówki sąsiednie
- Placówka SG w Nowym Dworze ⇔ Placówka SG w Szudziałowie – 01.08.2011 roku[f].

## Komendanci placówki
- ppłk SG[8] Jerzy Karpienko (24.08.2005[9]–2010[10])
- ppłk SG Anatol Kalinowski[11] (2010–2013[12])
- mjr SG Zygmunt Karp p.o. (2013–24.05.2013)[12]
- ppłk SG/płk SG Adam Jopek (25.05.2013[12]–2016)[13]
- ppłk SG/płk SG Zbigniew Awdziej (2016[13]–2024[1])
- płk SG Michał Łangowski (2024- 2025)
- płk SG Adam Jarosz (2025- obecnie).